# Karl Scheurer
Karl Scheurer (Sumiswald, 27 de septiembre de 1872 – Berna, 14 de noviembre de 1929) fue un político suizo, miembro del Partido Radical Democrático (PRD).
Fue miembro del Gran Consejo del Cantón de Berna de 1901 a 1910. Después fue miembro del Consejo Ejecutivo del cantón hasta 1919, donde en sus cinco primeros años dirigió la Dirección de Justicia y Asuntos Militares y posteriormente la Dirección de Finanzas. Paralelamente, entre 1911 y 1919 fue diputado en el Consejo Nacional. En diciembre de 1919 fue elegido Consejero Federal y dirigió el Departamento Militar desde 1920 hasta su muerte.
Fue Presidente de la Confederación en 1923.

## Biografía

### Familia, estudios y carrera profesional
Scheurer era el segundo hijo del político Alfred Scheurer y de Verena Grossenbacher; su hermana Anna (1871 – 4 de septiembre de 1966) se casó con Otto Kellerhals, director de la Junta Federal del Alcohol. La familia se trasladó a Berna después de que  en 1878 el padre resultara elegido miembro del Consejo Ejecutivo. En 1882, los Scheurer se trasladaron a Gampelen, donde poseían una finca con un viñedo. Karl Scheurer cursó la enseñanza secundaria en la vecina Ins. Más tarde se fue a vivir con su tío, veterinario, a Burgdorf, donde estudió el bachillerato. En 1892 comenzó la carrera de Derecho en la Universidad de Berna. Ingresó en la fraternidad estudiantil Zofingia, de la que fue presidente durante varios años. Completó sus estudios al cabo de ocho semestres y se colegió como abogado. En 1897, tras realizar breves pasantías en Burgdorf y Porrentruy, abrió su propio despacho en Berna. A los 27 años fue nombrado juez adjunto del Tribunal Superior de Berna. En el ejército alcanzó el grado de teniente coronel y hasta 1915 estuvo al mando de una división de obuses.

### Política cantonal y federal
Su carrera política comenzó en 1901 con su elección al Gran Consejo, donde representó al distrito de Erlach y fue miembro del grupo parlamentario del PRD. En 1909 fue Vicepresidente del Gran Consejo. En 1910 fue elegido miembro del Consejo Ejecutivo cantonal, donde asumió la jefatura de la Dirección de Justicia y Militar. Acometió numerosas reformas, entre ellas las disposiciones de aplicación del nuevo Código Civil, un nuevo Código de Procedimiento Civil y una nueva Ley de Ferrocarriles. También reformó el sistema penal, en estrecha colaboración con Otto Kellerhals, e introdujo una reforma administrativa que tenía como objetivo posibilitar la rápida movilización de los efectivos en caso de guerra.
En 1913 presidió el Consejo Ejecutivo, y en 1915 pasó a hacerse cargo de la Dirección de Finanzas. Fue también miembro ex officio del Consejo de Administración del Banco Cantonal de Berna y del ferrocarril Berna-Lötschberg-Simplon. De forma paralela a su mandato ejecutivo, fue elegido diputado al Consejo Nacional en las elecciones federales de 1911 como representante de la circunscripción de Berna-Seeland. No obstante, este cargo no le acababa de convencer, por lo que en 1917 decidió no volver a presentarse. Sus compañeros de partido le persuadieron para que volviera a concurrir como candidato. Finalmente, en 1919 renunció a su escaño en el Consejo Nacional, ya que no quería presentarse a las elecciones con el recién introducido sistema de representación proporcional.
Cuando Eduard Müller murió el 9 de noviembre de 1919, Scheurer se perfilaba como el candidato más firme para sucederle en el Consejo Federal. Se le instó reiteradamente a que presentara su candidatura desde diversos sectores, desde los conservadores católicos hasta los liberales y los liberaldemócratas. Aunque él no ambicionaba este cargo, el líder agrarista Rudolf Minger le consiguió convencer y acabó aceptando a regañadientes. En las elecciones al Consejo Federal del 11 de diciembre de 1919, Scheurer obtuvo 155 de los 193 votos válidos en la primera votación; 20 votos fueron para el antiguo presidente del Partido Radical Democrático Libre (PRD), Emil Lohner, y el resto de candidatos recibieron 18 votos.

#### Consejero Federal
El 1 de enero de 1920 asumió la dirección del Departamento Militar. En los años siguientes contribuyó notablemente a la modernización de la técnica militar, a pesar de los limitados medios. Consiguió que el pueblo rechazara una iniciativa popular presentada por los socialistas para abolir la justicia militar, que sólo obtuvo el 33,6% de votos favorables en el referéndum celebrado el 30 de enero de 1921. Tuvo que hacer frente durante todo su mandato a la postura antimilitarista de los socialistas, que año tras año rechazaban con vehemencia la asignación presupuestaria para el ejército. Fue el último jefe del Departamento Militar en vestir el uniforme militar en desfiles y otros actos oficiales.

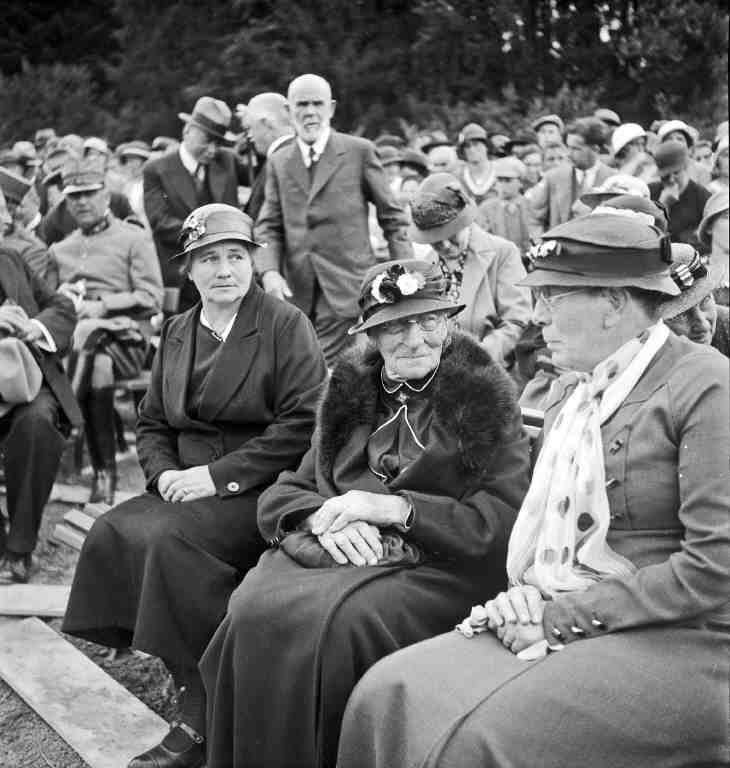
De derecha a izquierda: Anna Kellerhals-Scheurer (hermana del Consejero Federal) y Verena Scheurer-Grossenbacher (madre) en la ceremonia de colocación de una placa conmemorativa de Karl Scheurer (1934).

En 1923, siendo Presidente de la Confederación, impulsó un nuevo sistema organizativo de las tropas, cuyas innovaciones más importantes fueron la creación de una fuerza aérea y una fuerza de vehículos motorizados, el refuerzo de las tropas de montaña y la modernización del Ejército Territorial. Sus desencuentros con el rígido aparato administrativo del departamento motivaron un enfrentamiento con el Jefe del Estado Mayor, Emil Sonderegger, que dimitió repentinamente y anunció su renuncia a la prensa sin haberle consultado de antemano. Este brusco proceder, que Scheurer consideró una grave indisciplina, causó un gran revuelo. A pesar de este incidente, en 1924 logró convencer al Parlamento para que aprobase el nuevo esquema organizativo de las tropas, gracias sobre todo al apoyo que le brindó el general retirado Ulrich Wille.
Sufrió diversas dolencias durante su mandato. Un accidente de equitación le provocó una lesión crónica en la pierna, dolores en el nervio ciático y problemas de visión cada vez más acusados. En 1929, el bocio que venía padeciendo se agravó, y a finales de octubre de aquel año, tras haberlo considerado durante mucho tiempo, se sometió a una operación quirúrgica para extirparlo. El 14 de noviembre de 1929, a las dos semanas de la intervención, falleció a la edad de 57 años tras sufrir varios infartos y episodios febriles.